# Barboursville (Virginie-Occidentale)
Ne doit pas être confondu avec la ville du Kentucky Barbourville.
Barboursville est un village des États-Unis, situé dans le comté de Cabell dans l'État de la Virginie-Occidentale. En 2010, sa population est de 3 964 habitants.
Le village est nommé en l'honneur de Philip Pendleton Barbour (en), homme politique et juge originaire de Virginie.
La municipalité s'étend sur 4,19 milles carrés (10,85 km2), dont 4,09 milles carrés (10,59 km2) de terres.